# Jodi Unger
Jodi Unger, dawniej Jodi Beth Driggers (ur. 28 grudnia 1984) – amerykańska lekkoatletka, tyczkarka.
W 2005 wyszła za mąż za Bretta Ungera.

## Osiągnięcia
| Rok  | Impreza                       | Miejsce       | Lokata     | Wynik |
| ---- | ----------------------------- | ------------- | ---------- | ----- |
| 2006 | Młodzieżowe mistrzostwa NACAC | Santo Domingo | 2. miejsce | 3,90  |

Srebrna medalistka mistrzostw NCAA (2007).

## Rekordy życiowe
- Skok o tyczce – 4,25 (2007)
- Skok o tyczce (hala) – 4,17 (2007)